# Андрій Юрійович
Андрій ІІІ Ю́рійович (пом. до 21 травня 1323) — руський князь, співправитель Королівства Руського разом з своїм братом Левом II Юрійовичом з 1308 або з 1315 до 1323 рр. Другий син короля Юрія I Львовича і Євфимії Куявської, сестри польського князя Владислава Локетека.

## Ім'я
Очевидно названий на честь свого предка Андрея І Хрестоносця.

## Біографія
Після смерті свого батька, короля Юрія I Львовича, правив Королівством Русі та Галицько-Волинською державою разом зі своїм братом Левом II. Уперше згадується 1315 року в грамоті краківського князя Владислава I Локетека. А в грамоті 1316 року Андрій і Лев Юрійовичі називають себе королями Руської землі — Галичини й Волині. Історики (зокрема, Михайло Грушевський) припускають, що від батька Андрій отримав Волинь, а Лев — Галицьку землю. У пізньому литовсько-руському літописі 16 століття Лева, проте, названо луцьким князем.
Андрій і Лев Юрійовичі у 1316 році брали участь у боротьбі краківського і поморського князів проти магдебурзьких маркграфів. Налагодивши тісні союзницькі зв'язки з польським королем Владиславом I Локетком і Тевтонським орденом, намагалися послабити залежність від Золотої Орди. Сприяли торгівлі між галицькими і польськими купцями. Успішно боролися проти монголо-татар, захищаючи західнослов'янські землі від їхніх набігів, і з Литвою. Збереглася грамота Андрія Юрійовича з печаткою, де він титулував себе королем Галичини та Володимирії. Загинув одночасно з Левом ІІ Юрійовичем (1323), на думку деяких істориків — у боротьбі з монголо-татарами, інших — з литовцями, захищаючи від них Підляшшя. Литовсько-руські літописи XVI століття розповідають, ніби Андрій і Лев Юрійовичі (названі Володимиром Волинським і Левом Луцьким[джерело?]) загинули у війні з великим князем литовським Гедиміном. Натомість Локетек у листі 1323 року до Папи Івана XXII писав, що ці князі, що були захистом Польщі від татар, нещодавно загинули, ймовірно, у боротьбі з Золотою Ордою.
Після смерті Андрія Юрійовича пряма лінія нащадків Романа Великого майже припинилася. Деякий час номінально правив Володимир Львович, приблизно до кінця 1324 — початку 1325 років. Потім на галицько-волинський престол було запрошено мазовецького князя Болеслава Тройденовича, який прийняв ім'я Юрія ІІ. Таким чином перервалась династія українських королів Романовичів.
Андрій Юрійович мав дочку Ганну-Бушу (Євфимію), яка стала дружиною правителя Русі Дмитра-Любарта.